# Центральный банк Исландии
Центральный банк Исла́ндии (исл. Seðlabanki Íslands) — центральный банк Исландии.

## Общая информация
В Исландии регулятором денежной массы является Центральный банк Исландии, который координирует денежно-кредитную политику страны. Главные задачи Центрального Банка Исландии — стабилизация цен, управление инфляцией и курсом национальной валюты страны. Центральный банк Исландии должен каждый год публиковать данные о денежной массе страны, а также давать оценку национальной валюте и предсказывать инфляцию на три года вперёд, исходя из исследований динамики макроэкономических показателей.

## История
Законом от 18 сентября 1885 года учреждён государственный Ландсбанки, получивший право выпуска банкнот в исландских кронах, обмениваемых на датские кроны.
В 1904 году основан второй исландский банк — частный Íslandsbanki, получивший право выпуска банкнот, обеспеченных золотом.
В 1927 году Ландсбанки получил исключительное право выпуска банкнот.
В соответствии с актом парламента от апреля 1961 года создан государственный Центральный банк Исландии, которому было передано исключительное право эмиссии.

## Управление
Управляется банковским советом (bankaráð), избираемым альтингом, и советом директоров (Bankastjórn) во главе с генеральным директором (seðlabankastjóra), назначаемым премьер-министром.